# Dirk Diedrichs
Dirk Diedrichs (* 4. Januar 1963 in Remscheid) ist ein deutscher Ministerialbeamter und politischer Beamter. Von 2011 bis 2014 war er Staatssekretär im Thüringer Finanzministerium und war von 2017 bis 2023 als Amtschef im Sächsischen Staatsministerium der Finanzen tätig. Seit Ende April 2023 ist er Beauftragter für Großansiedlungen des Freistaats Sachsen.

## Leben
Diedrichs absolvierte, nach seinem Abitur am Bodelschwingh-Gymnasium in Herchen (1982), ab 1984 ein volkswirtschaftliches Hochschulstudium an der Universität zu Köln, welches er 1990 als Diplom-Volkswirt abschloss und im selben Jahr in Niedersachsen in den Staatsdienst ein. Dort war er Dezernent im Fachbereich Kommunalfinanzen des Niedersächsischen Landesamtes für Statistik. 1992 wechselte er zum Wissenschaftlichen Dienst des Deutschen Bundestages nach Bonn, wo er als Referent im Fachbereich Arbeit und Soziales tätig war.
Nach Stationen als Referent im Referat Finanzielle Angelegenheiten der Gemeinden des Bundesministeriums der Finanzen (1993–1996) und als Referent im Finanzreferat der Ständigen Vertretung der Bundesrepublik Deutschland bei der Europäischen Union (1996), wechselte Diedrichs 1996 in das Sächsischen Staatsministerium der Finanzen. Dort war er als Leiter des Referats Kommunaler Finanzausgleich (1996–2002), Leiter des Generalreferats für die Aufstellung des Staatshaushaltes (2002–2003) und Leiter der Haushaltsabteilung (2003–2009) tätig. Von 2009 bis 2011 fungierte der Volkswirt als Berater des Haushaltsausschusses der laotischen Nationalversammlung im Rahmen eines Projektes der Vereinten Nationen in Vientiane. Am 14. September 2011 wurde Diedrichs von Minister Wolfgang Voß, mit dem er bereits zu dessen Zeit als Staatssekretär im Sächsischen Staatsministerium der Finanzen zusammengearbeitet hatte, zum Staatssekretär im Thüringischen Finanzministerium berufen. Er wurde Nachfolger von Rainer Spaeth, der in den einstweiligen Ruhestand versetzt wurde. Seinen Posten musste Diedrichs mit dem Ende des Kabinetts Lieberknecht und Bildung des Kabinetts Ramelow I im Dezember 2014 räumen. Sein Nachfolger im Amt wurde Hartmut Schubert.
Nachdem er zwischen 2015 und Dezember 2017 in der sächsischen Landesverwaltung als Koordinator für Asylfragen fungierte, wurde Dirk Diedrichs am 18. Dezember 2017 im Zuge der Kabinettsbildung (Kabinett Kretschmer I) von neuen Finanzminister des Freistaates Sachsen, Matthias Haß zum Amtschef im Sächsischen Staatsministerium der Finanzen ernannt. Er wurde damit Nachfolger von Hansjörg König. Auch unter Hartmut Vorjohann (Kabinett Kretschmer II) fungierte Diedrichs bis Ende April 2023 als Amtschef im Sächsischen Staatsministerium der Finanzen. Sein Nachfolger wurde Sebastian Hecht, Diedrichs übernahm zunächst den Posten des Beauftragten für Großansiedlungen in der Sächsischen Staatskanzlei, später die Leitung der Abteilung für Europa und Internationale Beziehungen.
Diedrichs ist verheiratet und Vater zweier Kinder.